# Aloe juddii

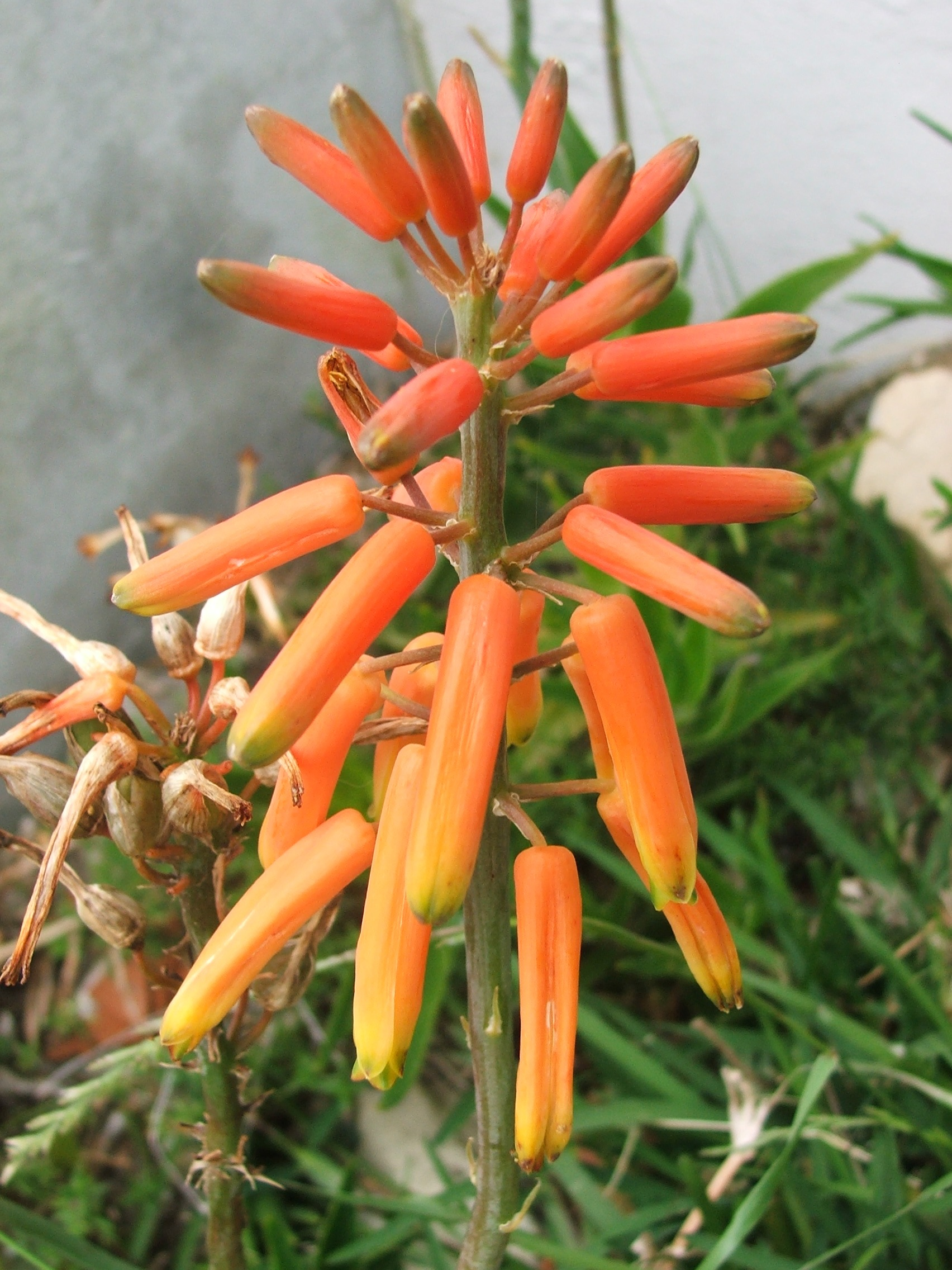
Blüten

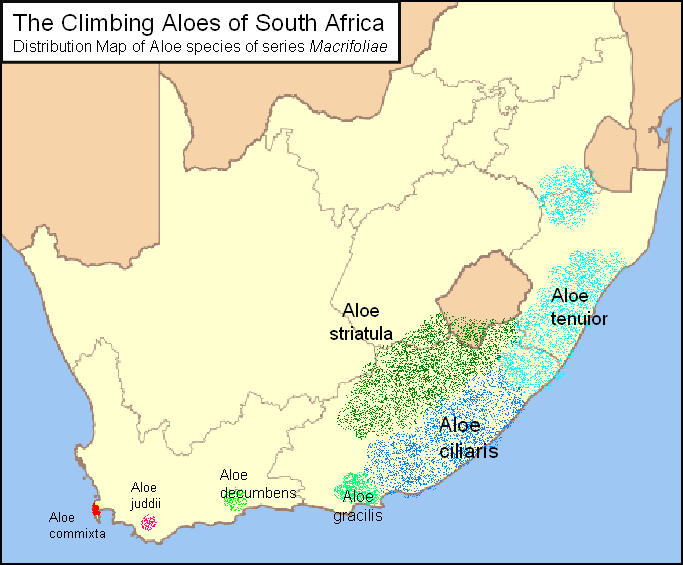
Verbreitungsgebiet

Aloe juddii ist eine Pflanzenart der Gattung der Aloen in der Unterfamilie der Affodillgewächse (Asphodeloideae). Das Artepitheton juddii ehrt den Aloe-Künstler und Buchautor Eric Judd.

## Beschreibung

### Vegetative Merkmale
Aloe juddii wächst stammbildend, ist einzeln oder verzweigt nach Feuern von der Basis aus. Die aufrechten oder niederliegenden Stämme erreichen eine Länge von bis zu 60 Zentimeter und sind 1 Zentimeter dick. Die aufrecht-ausgebreiteten Laubblätter sind dreieckig-eiförmig bis dreieckig-lanzettlich. Die leuchtend dunkelgrüne, rötlich gespitzte und schwach gestreifte Blattspreite ist 5,5 bis 7,5 Zentimeter lang und 1,5 bis 2,5 Zentimeter breit. Die festen, weißen Zähne am Blattrand sind bis zu 1 Millimeter lang und stehen 1 bis 1,5 Millimeter voneinander entfernt. Der Blattsaft ist klar.

### Blütenstände und Blüten
Der aufrechte, einfache Blütenstand erreicht eine Länge von 35 bis 48 Zentimeter. Die fast lockeren, zylindrischen Trauben sind 5,5 bis 8 Zentimeter lang. Die eiförmig-zugespitzten Brakteen weisen eine Länge von 7 Millimeter auf und sind 3 Millimeter breit. Die zylindrisch-dreieckigen, orangeroten Blüten besitzen gelblichgrüne Spitzen und stehen an 10 bis 12 Millimeter langen Blütenstielen. Die Blüten sind 40 Millimeter lang. Auf Höhe des Fruchtknotens weisen die Blüten einen Durchmesser von 8 Millimeter auf. Ihre äußeren Perigonblätter sind auf ihrer halben Länge nicht miteinander verwachsen. Die Staubblätter und der Griffel ragen nicht aus der Blüte heraus.

## Systematik und Verbreitung
Aloe juddii ist in der südafrikanischen Provinz Westkap auf Felsvorkommen in Höhen von 300 bis 500 Metern verbreitet.
Die Erstbeschreibung durch Ernst Jacobus van Jaarsveld wurde 2008 veröffentlicht.
Ein Synonym ist Aloiampelos juddii (Van Jaarsv.) Klopper & Gideon F.Sm. (2013).

## Nachweise